# Akte One
Akte One (bürgerlich Mark Marquardt; * 20. Juni 1978 in Ost-Berlin) ist ein Künstler (Rapper, Songwriter und Graffiti-Writer) aus Berlin.
Seine musikalischen Texte spiegeln sein Leben wider und sind geprägt von den Eindrücken, die er als Writer auf der Straße gewonnen hat. Sie beschäftigen sich größtenteils mit alltäglichen, aber auch gesellschaftskritischen Themen beispielsweise aus seinem Umfeld und deren Lebensumständen.
Seine Kunst (Urban Art) hat er mittlerweile von der Straße auf die Leinwand übertragen. Er erschafft seine Werke im Atelier von Cren und stellt diese in Galerien international aus. Er gehört zu den Mitbegründern des „Bassboxxx“-Labels und  bildet  mit Mach One das Duo Die Lätzten, das 2000 das Tape 100 min. (R)evolution veröffentlichte. Mit ihm produzierte er auch sein erstes Soloalbum Overkill (2003), welches neben Bassboxxx auch auf dem „Teroa“-Label erschien, das er zu dieser Zeit gegründet und später gemeinsam mit Minor (Fight 4 Music) geführt hat.

## Biografie
1986 flüchtete Akte mit Mutter und Stiefvater aus der DDR in den Westen. Nach kurzem Aufenthalt in einem Auffanglager in Gießen landeten sie im Asylantenheim Eschenhof in Augsburg.
1989 zogen sie zurück nach Berlin und erlebten den Mauerfall vor Ort mit. 1991 nahm Akte seine erste Sprühdose in die Hand und entdeckte Graffiti für sich. 1993 gründete er zusammen mit Soral die Crew „TLB“. (Bedeutung wahlweise „The Line Bombers“, „Teroa Live Berlin“, „The Lost Boys“ oder weitere.)
1998 schloss er sich mit Mach One zusammen, den er bereits von Graffitiaktionen kannte, um in dessen Wohnung mit minimaler Technik unter dem Bandnamen Die Lätzten Deutschrap zu produzieren. Nach ersten Gehversuchen knüpfte man Kontakte zum Rapper „Frauenarzt“, der 1999 das auf 50 Exemplare limitierte Tape BC aufnahm. In der Folgezeit wurde Machs Wohnung, das Lätzte Loch, zum Treffpunkt des neu gegründeten BassBoxxx-Labels.
Ende 2002, nach einem fünfwöchigen Gefängnisaufenthalt Machs und der Beschlagnahmung seines Studio-Computers, musste Akte um sein erstes Solo-Album Overkill bangen, da sich alle Dateien auf diesem Rechner befanden. Nach der Rückgabe des Computers wurde sein Album 2003 veröffentlicht.
2003 gründete Akte das Untergrund-Label „Teroa Label“ und veröffentlichte unter anderem Künstler wie VERO, K-SER, TAYLER, D-MO aka Mo!, die mit Akte zusammen auch unter der Gruppierung „TEROA TEAM“ 2 Alben veröffentlichten, und die Gruppe Kritische Disstanz KDT aus Kreuzberg.
2009 veröffentlichte er als erster deutscher Rapper mit FAT CAP RAP ein komplettes Graffiti-Rap Album (in Zusammenarbeit mit ZV aka Olli).
Neben der Kunst produziert Akte One weiterhin Musik zusammen mit Boga (seit ca. 2015).

## Diskografie
Soloalben
- 2003: Overkill  (Bassboxxx, Teroalabel)
- 2005: Teroa Live Berlin - AkteOne unterwegs… (Teroalabel)
- 2009: Fat Cap Rap (Teroalabel)
- 2012: Blues (Teroalabel)
- 2019: Impetus (Teroalabel)

Mit Teroa Team
- 2006: Einbruch (Teroalabel)
- 2007: Ab ins BonBon (EP, Teroalabel)
- 2008: Im Visier (Fight4Music)

Mit Die Lätzten
- 2000: (R)evolution (Bassboxxx/36Records)

## Kunst

### Ausstellungen (Auszüge)
2018
- Gruppenausstellung „Mural Festival“ | Berlin
- Gruppenausstellung „This is streetart 3“ | Barcelona
- Duo Ausstellung Galerie Francis Noel | Lüttich / Belgien
- Urban Art Fair | Paris / Frankreich
- Artfair – Art Up Lille | Lille / Belgien
- Gruppenausstellung „Wandelism“ | Berlin
- Duo Ausstellung „DUALIS“ – Urban Spree Gallery | Berlin

2017
- Artfair „8eme Avenue“ – Paris
- Duo Ausstellung „Transformart“ | Berlin
- Gruppenausstellung „The Haus“ | Berlin
- Gruppenausstellung – Hotel Berlin Berlin|Berlin

2016
- Gruppenausstellung – art-consult | Berlin
- Gruppenausstellung „Urbanned Roots“ – Kunst am Spreeknie|Berlin
- Einzelausstellung – Ziegelhof|Zehdenick

2015
- Einzelausstellung „Challenge“ – art-consult|Berlin